# Parkinson-plus
Parkinson-plus é um conjunto de afecções de caráter neurodegenerativo que têm, como um dos seus sintomas, um quadro de parkinsonismo. São várias as afecções neste grupo: paralisia supranuclear progressiva, atrofia de múltiplos sistemas, degeneração ganglionar córtico-basal, e outras afecções mais ou menos raras.